# Gervenupis
Gervenupis är en ort i Litauen.   Den ligger i kommunen Kauno rajono savivaldybė och länet Kaunas län, i den centrala delen av landet, 80 km väster om huvudstaden Vilnius. Gervenupis ligger 70 meter över havet och antalet invånare är 200.
Terrängen runt Gervenupis är platt. Runt Gervenupis är det ganska glesbefolkat, med 38 invånare per kvadratkilometer. Närmaste större samhälle är Kaunas, 16,4 km väster om Gervenupis. Omgivningarna runt Gervenupis är en mosaik av jordbruksmark och naturlig växtlighet.